# Росси, Джессика
Джессика Росси (итал. Jessica Rossi; 7 января 1992 года, Ченто) — итальянский стрелок, выступающая в дисциплине трап. Олимпийская чемпионка 2012 года, чемпионка мира и Европы.

## Карьера
Джессика Росси начала заниматься спортивной стрельбой в девятилетнем возрасте. В 2005 году тринадцатилетняя итальянка впервые попала в состав молодёжной сборной страны.
В 2008 году Росси одержала первую кубковую победу в немецком Зуле, а уже год спустя стала чемпионкой мира и Европы. В 2010 году она добавила к золоту чемпионата мира по стендовой стрельбе бронзу общего чемпионата мира, который прошёл в Мюнхене.
В 2012 году итальянская спортсменка пробилась в состав олимпийской сборной Италии. В соревнованиях по трапу она не имела себе равных. В квалификационном раунде она поразила все 75 мишеней, а в финале промахнулась один раз, что не помешало ей установить новый мировой рекорд (99 очков) и стать олимпийской чемпионкой.
В 2013 году новоиспеченная олимпийская чемпионка завоевала два золота на чемпионате мира по стендовой стрельбе в Лиме, а также выиграла золото европейского первенства.